# Welling (Alberta)
Pour les articles homonymes, voir Welling.
Welling est un hameau (hamlet) du Comté de Cardston, situé dans la province canadienne d'Alberta.